# Centre pour les femmes américaines et la politique
Le Centre pour les femmes américaines et la politique (CFAP) est une unité de l'Institut politique d'Eagleton à Rutgers, au sein de l'université Rutgers. Fondée en 1971, elle est reconnue au niveau national et international comme la principale source de recherche universitaire sur la participation politique des femmes américaines. Sa mission est de promouvoir une meilleure connaissance et compréhension de la participation des femmes à la politique et au gouvernement ainsi que de renforcer l'influence et le leadership des femmes dans la vie publique. 

## Missions et programmes
Le Centre fournit des chiffres  et des données historiques sur les femmes dans la politique américaine. Il fournit également des informations sur les caractéristiques sexospécifiques du vote, notamment les écarts entre les sexes et le vote des femmes.
Le CFAP offre des programmes d'éducation et de sensibilisation comprenant :
- Ready to Run - un réseau national de programmes de formation de campagne non-partisans visant à établir davantage de femmes à des fonctions publiques[2].
- New Leadership - un programme national non-partisan visant à sensibiliser les étudiantes universitaires à la politique et au leadership et à les encourager à devenir des leaders efficaces dans l'arène politique[3].
- Teach a Girl to Lead - une initiative visant à rendre le leadership des femmes visible aux yeux des jeunes américains et à aider les garçons et les filles à grandir avec des idées plus inclusives sur les personnes qui peuvent diriger[4].

## Domaines d'intérêt
La recherche du CFAP aborde les questions émergentes concernant la participation politique des femmes américaines. Les domaines d'intérêt incluent le recrutement de candidates, les candidates et les campagnes, le militantisme civique et politique, l'impact des femmes fonctionnaires, les partis politiques, le nombre de femmes nommées, les nominations politiques, les femmes de couleur en politique, les femmes électrices et l'écart entre les sexes. 